# أوليفر كورن
أوليفر كورن (بالألمانية: Oliver Korn)‏ هو لاعب هوكي الحقل ألماني، ولد في 10 يونيو 1984 في دوسلدورف في ألمانيا.

## وصلات خارجية
- أوليفر كورن على موقع الاتحاد الدولي للهوكي (الإنجليزية)
- أوليفر كورن على موقع اللجنة الأولمبية الدولية (الإنجليزية)
- أوليفر كورن على موقع أوليمبيديا (الإنجليزية)
- أوليفر كورن على موقع اللجنة الأولمبية الألمانية (الألمانية)